# El Ciruelo, Veracruz
El Ciruelo är en ort i Mexiko.   Den ligger i kommunen Juan Rodríguez Clara och delstaten Veracruz, i den sydöstra delen av landet, 400 km öster om huvudstaden Mexico City. El Ciruelo ligger 52 meter över havet och antalet invånare är 112.
Terrängen runt El Ciruelo är platt. Runt El Ciruelo är det ganska tätbefolkat, med 166 invånare per kvadratkilometer. Närmaste större samhälle är Juan Rodríguez Clara, 14,5 km sydväst om El Ciruelo. Omgivningarna runt El Ciruelo är en mosaik av jordbruksmark och naturlig växtlighet.